# 39e session du Comité du patrimoine mondial
La 39e session du Comité du patrimoine mondial a lieu du 28 juin 2015 au 8 juillet 2015 à Bonn, en Allemagne.

## Nouveaux biens

### Nouveaux biens culturels
- Art rupestre de la région de Haïl ( Arabie saoudite)
- Sites du tusi ( Chine)
- Paysage culturel de Maymand ( Iran)
- Suse ( Iran)
- Sites de la révolution industrielle Meiji au Japon : sidérurgie, construction navale et extraction houillère ( Japon)
- Site du baptême à Béthanie-au-delà-du-Jourdain ( Jordanie)
- Grande montagne de Burkhan Khaldun et son paysage sacré environnant ( Mongolie)
- Aires historiques de Baekje ( Corée du Sud)
- Jardin botanique de Singapour ( Singapour)
- Christiansfeld une colonie de l'Église morave ( Danemark)
- Paysage de chasse par force de Zélande du Nord ( Danemark)
- Climats du vignoble de Bourgogne ( France)
- Coteaux, maisons et caves de Champagne ( France)
- Speicherstadt et quartier Kontorhaus avec la Chilehaus à Hambourg ( Allemagne)
- Nécropole de Beït-Shéarim ( Israël)
- Palerme arabo-normande et cathédrales de Cefalù et Monreale ( Italie)
- Site du patrimoine industriel de Rjukan-Notodden ( Norvège)
- Pont du Forth ( Royaume-Uni)
- Missions de San Antonio ( États-Unis)
- Éphèse ( Turquie)
- Paysage culturel de la forteresse de Diyarbakır et des jardins de l'Hevsel ( Turquie)
- Aqueduc de Padre Tembleque ( Mexique)
- Paysage culturel industriel de Fray Bentos ( Uruguay)

### Nouveaux biens mixtes
- Montagnes bleues et Monts John Crow ( Jamaïque)

## Extensions

### Biens naturels
- Extension de la Région floristique du Cap ( Afrique du Sud)
- Extension du Parc national de Phong Nha-Kẻ Bàng ( Viêt Nam)

### Biens culturels
- Extension des chemins de Compostelle ( France) aux Chemins de Compostelle du nord de l'Espagne ( Espagne) qui deviennent : Chemin de Saint-Jacques-de-Compostelle : Chemin français et Chemin du nord de l'Espagne ( France /  Espagne)